# Roger Cazala
Pour les articles homonymes, voir Cazala.
Roger Cazala (1906-1944) est un médecin-biologiste français, résistant et reconnu Juste parmi les nations.
Installé pharmacien et dirigeant de laboratoire à Châteauroux en 1933, il va, avec son épouse Marie-Antoinette Cany (1907-1974), rapidement s'indigner du sort des Juifs lors du début de la Seconde Guerre mondiale, au point d'engager des actions pour aider les clandestins. Puis il va résolument entrer dans la résistance en étant notamment l'un des fondateurs et le président du Front national de l'Indre.
Arrêté sur dénonciation en 1944, il est déporté et meurt quelques mois plus tard au Camp de concentration de Flossenbürg.

## Biographie

### Famille et formation
Roger Antoine Félix Cazala, dit Roger Cazala, est né le 26 mai 1906 à Beaumont-sur-Sarthe. Ses parents, Antonin Cazala (1872-1942) et Jeanne Zélia Lascaux (1883-1968), se sont mariés à Paris en 1905. Son père dirige une pharmacie et le « laboratoire du Vigogénol » qu'il a créés à Châteauroux en 1905. Son grand-père Gaston Cazala (?-1926) était chef d'études à la Compagnie des chemins de fer d'Orléans.
Le jeune Roger Cazala effectue sa scolarité à Châteauroux avant d'aller à Paris pour faire ses études supérieures de médecine. Entrée à la Faculté de médecine il réussit le concours de l'internat des hôpitaux. Il se spécialise en biologie en suivant un cursus de formation à l'Institut Pasteur.
Ses fiançailles, avec Marie-Antoinette Cany, fille du docteur Georges Cany (1875-1953) médecin consultant à La Bourboule et petite-fille de feu le docteur Élie Percepied (1850-1919) médecin consultant du Mont-Dore, sont annoncés dans la presse parisienne (Le Temps) le 13 mai 1927. Leur premier enfant, Jean-François, nait à Chamalières le 22 septembre 1929 et y reste, sans doute avec ses parents, jusqu'à l'arrivée de sa famille à Châteauroux.
C'est en 1933 que le médecin-biologiste Roger Cazala s'installe à Châteauroux avec sa famille pour ouvrir un laboratoire d'analyses médicales en lien avec la pharmacie de son père. Cette même année, il est reçu à la Société française d'archéologie, présenté par son beau-père le docteur Cany et J. Hubert. En 1935, Roger, bactériologiste rue Porte-Thibault, et son père Antonin, pharmacien 33 place Voltaire, sont membres de la Société botanique du Centre-Ouest. En 1940, Roger et Antonin sont membres de la section locale du Rotary.
Il reprend l'officine familiale à la mort de son père en 1942.

### Notable et résistant
Après le début de la Seconde Guerre mondiale et l'invasion allemande à l'issue de la Bataille de France, l'armistice du 22 juin 1940 signé en forêt de Compiègne place Châteauroux en Zone libre à proximité de la ligne de démarcation. En septembre 1940 le gouvernement de Vichy publie ses premières ordonnances sur le statut des Juifs. Ce même automne, Roger Cazala, reçoit chez lui l'écrivain antinazi Albert Béguin venu de Suisse pour « dénoncer les illusions du pétainisme et prêcher la résistance », puis s'indigne lorsque son fils ainé Jean François, en sixième au lycée Jean-Giraudoux, lui raconte que son professeur de philosophie, Pierre Morhange, est exclu de l'établissement du fait de ses origines juives.
Avec son ami l'ingénieur Georges Dreyfus, il cherche à aider les familles juives d'Europe orientale réfugiées dans l'Indre, organise avec lui à Subtray un atelier de fabrication de fausses cartes d'identité et se lie avec les Amitiés Chrétiennes du cardinal Gerlier qui s'occupent aussi de ces familles. Il aide de nombreux juifs qui passent la ligne de démarcation pour se réfugier dans la zone libre. Il accueille ainsi le pianiste Vlado Perlemuter, le Dr Joseph Fraiman, Georges Mas, président de la Fédération nationale de la chemiserie, le jeune médecin O.R.L. Pierre Samuel.
À partir de la fin de l'année 1942 la famille Cazala est l'une des familles non juives amie et soutien financier du Comité juif clandestin de Châteauroux,qui a été créé par la famille Goutmann, des fourreurs parisiens arrivés en 1939.Il utilise son établissement situé au numéro 21 de l'avenue de la gare, pour récupérer les clandestins arrivant en train.
En novembre 1943, Roger Cazala est un des fondateurs du Front national de l'Indre, dont la réunion constitutive se tient chez lui, et en devient président en mars 1944. Ce même dernier mois, il est membre du Comité départemental de libération dont la première réunion a lieu chez lui.
La Gestapo arrête Roger Cazala le 30 mai 1944 avec quelques autres membres de la résistance locale, notamment Robert Masset, chef du bureau du cabinet du préfet, Louis Sirvent, secrétaire générale de la préfecture, et Louis Pichené, colonel des pompiers et commandant de la force passive. Cela ne passe pas inaperçu, car Roger Cazala est une personnalité connue et appréciée par les habitants de Châteauroux. Le 2 juillet, il part du camp de Compiègne-Royallieu dans le convoi 7909, dit train de la mort en raison des très nombreux décès survenus pendant le voyage (au moins 510) pour Dachau, où se trouve déjà son ami Edmond Michelet. Il est envoyé le 25 août au Kommando de Hersbruck, où il est blessé, puis au camp de concentration de Flossenbürg où il meurt le 13 octobre 1944, à l'âge de 38 ans.

### Madame Roger Cazala et ses enfants
La famille Cazala n'est pas au courant de la mort de Roger et, comme nombre de familles, elle est dans l'attente de nouvelles. Mais il n'y en a pas lors de libération du camp au printemps 1945, ni lorsque les premiers déportés libérés vivants rentrent. Elle est sur le quai de la gare lorsqu'un train arrive avec Robert Masset, qui avait pris le même train que Roger pour Dachau. Mais le survivant méconnaissable n'a pas de réponse à donner sur les visages qu'on lui montre. Ce n'est que plus tard qu'ils apprendront qu'il ne reviendra pas et les circonstances de sa mort.
Marie-Antoinette Cazala se retrouve seule avec six enfants en bas âge, Jean François, l'aîné a 14 ans, Marie-Jeanne, Élie, Pierre, Isabelle et Paul. Elle décide de reprendre ses études en commençant par passer le baccalauréat, ce qui lui permet d'accéder à la Faculté de pharmacie de Limoges pour devenir pharmacienne. Elle s'engage ensuite dans la préparation d'une thèse de doctorat à la Faculté de pharmacie de Paris. En 1953, elle soutient avec succès un sujet sur l'histoire de la pharmacie, « Contribution à l'histoire du matériel pharmaceutique : les mortiers et les porphyres », préparé avec l'aide de M. Bouvet, devant un jury de l'université de Strasbourg. Docteur en pharmacie n'étant pas suffisant pour diriger un laboratoire d'analyse, elle passe des certificats en sérologie, bactériologie et immunologie. Ce travail intense lui a permis de conserver la pharmacie, créée par Antonin, et le laboratoire créé par son mari.

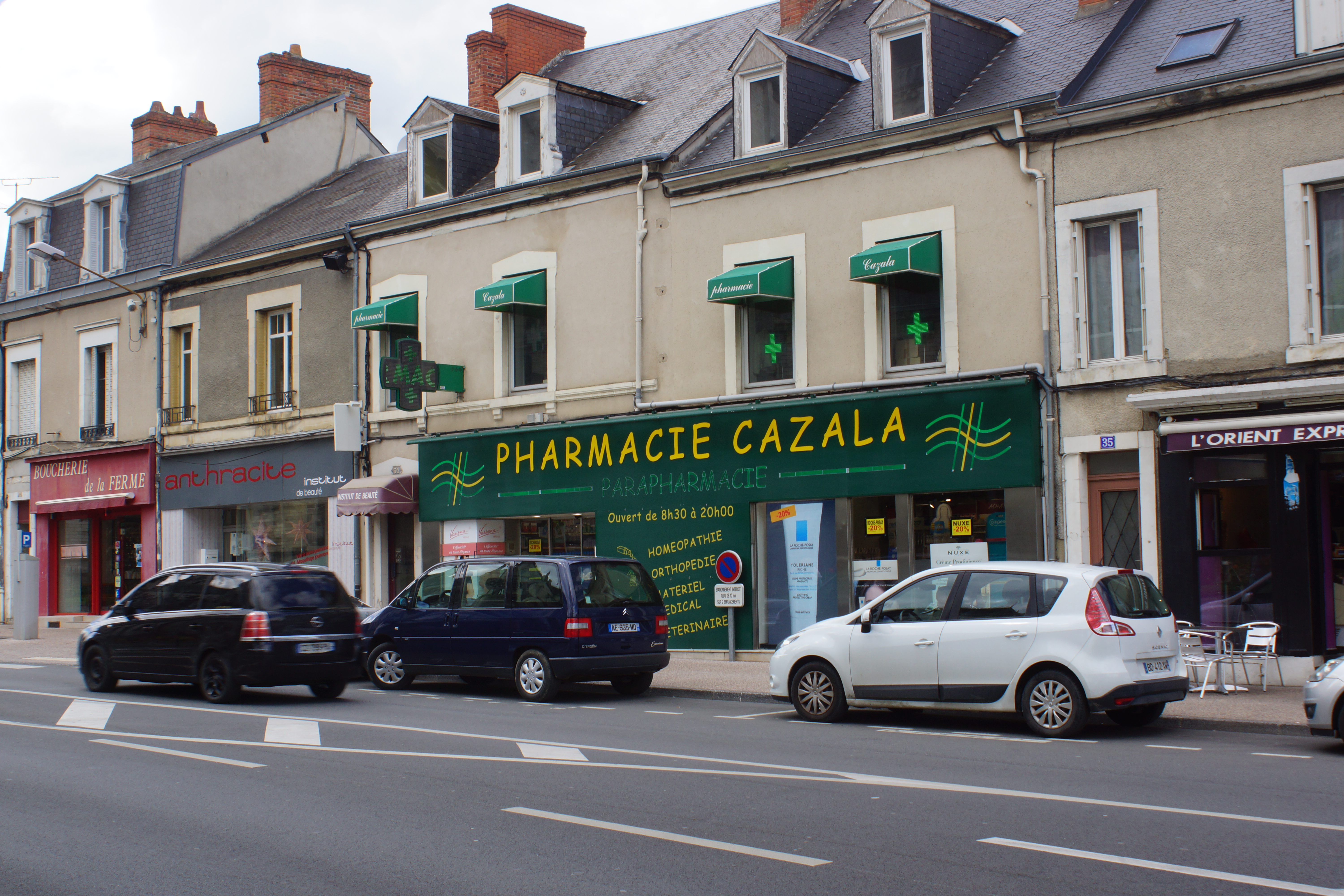
En 2016, la pharmacie vendue en 1985 a conservé le nom d'origine.

En 1960, Jean-François Cazala (1929-1999) est médecin-biologiste, quand il revient à Châteauroux après un parcours universitaire à la Faculté de médecine de Paris, cela lui permet de reprendre le laboratoire. En 1965, c'est le deuxième fils Élie Cazala (1931-1986), qui revient également de Paris avec un diplôme de pharmacien, et reprend l'officine familiale. Plus tard le dernier enfant de la fratrie, Paul Cazala (1943-1998) s'installera à Châteauroux comme médecin radiologue. Les autres enfants ne retourneront pas vivre à Châteauroux : Marie-Jeanne s'installe à Paris, Pierre Cazala (1936-2001) fait Polytechnique et l'École des mines de Paris, et Isabelle devient pédiatre à Lyon.
En 1974, à 67 ans, Marie-Antoinette Cazala est adjointe du maire de Châteauroux lorsqu'elle décède victime d'une agression sur l'île de La Réunion.

## Hommages posthumes

### Distinctions
- Chevalier de la Légion d'honneur,
- Médaille de la Résistance française.

### Reconnaissances
- « Juste entre les nations », le 14 décembre 1992[1],
- « Mort en déportation » est apposé sur les actes et jugements déclaratifs de décès, arrêté du 1er février 2013[20].

### Lieux mémoriaux
- Rue Roger Cazala à Châteauroux
- Plaque dans la cour du musée Bertrand de Châteauroux[21].